# Caverna das Andorinhas

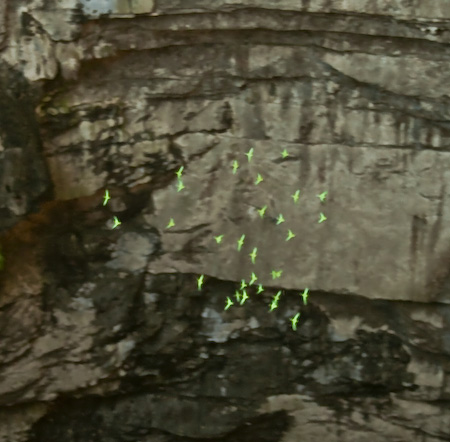
Caverna das Andorinhas

A Caverna das Andorinhas, também chamada de Caverna das Andorinhas (em espanhol: Sótano de las Golondrinas), é uma caverna a céu aberto no município de Aquismón, San Luis Potosí, México. A boca elíptica, em uma encosta de cárstico, tem 49 por 62 m de largura e é subcortada em torno de todo o seu perímetro, alargando-se para uma sala de aproximadamente 303 por 135 metros (994 por 442 pés) de largura. O chão da caverna é uma queda livre de 333 metros (1 092 pés) do lado mais baixo da abertura, com uma queda de 370 metros (1 214 pés) do lado mais alto, tornando-o o maior poço de caverna conhecido no mundo, o segundo poço mais profundo do México e talvez a 11ª queda mais profunda do mundo.  Lista de cavernas mais profundas usa critérios diferentes, não pura queda, mas acessibilidade.

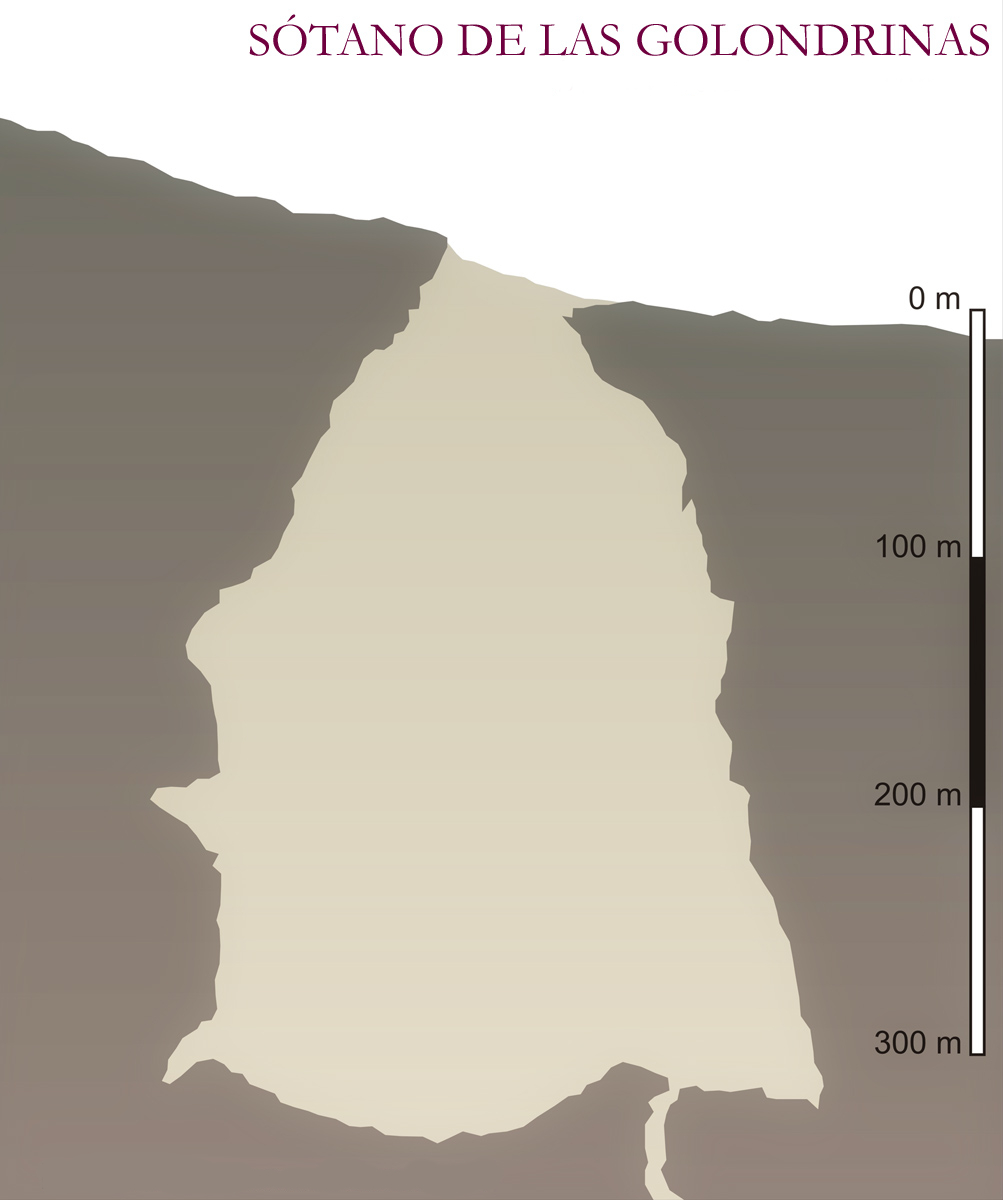
Seção transversal da caverna

## História

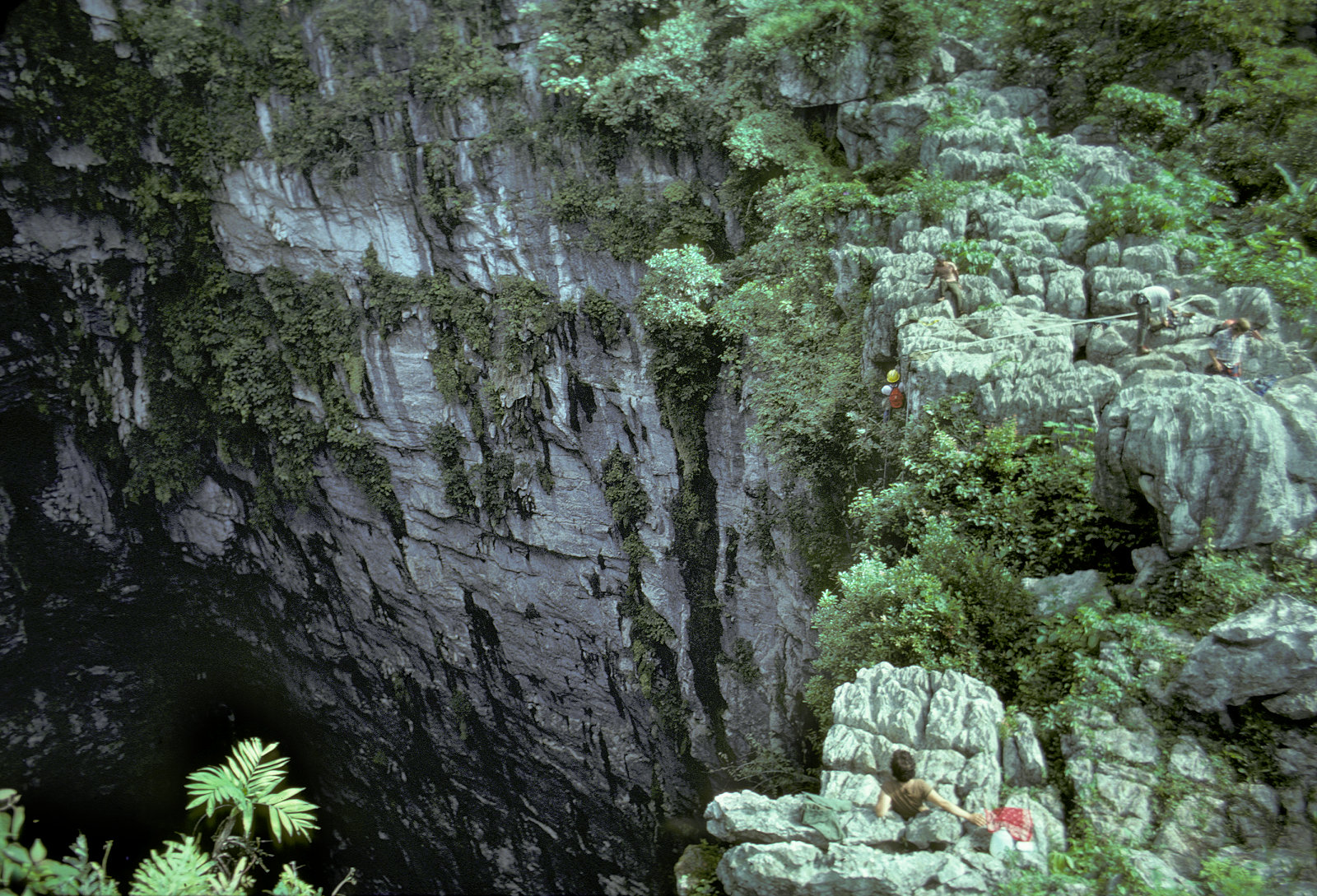
Topo das Golondrinas visto do lado baixo, durante uma descida feita em 1979

A caverna é conhecida pelo povo huasteca local desde os tempos antigos. T. R. Evans, Charles Borland e Randy Sterns tiveram acesso à caverna pela primeira vez em 27 de dezembro de 1966. A primeira descida documentada foi em 4 de abril de 1967.

## Geologia
A caverna é formada nas formações El Abra e Tamabra, calcários do Cretáceo Médio. A espeleogênese da caverna ainda não é totalmente conhecida, mas é resultado do alargamento da solução ao longo de uma fratura vertical.

## Descrição

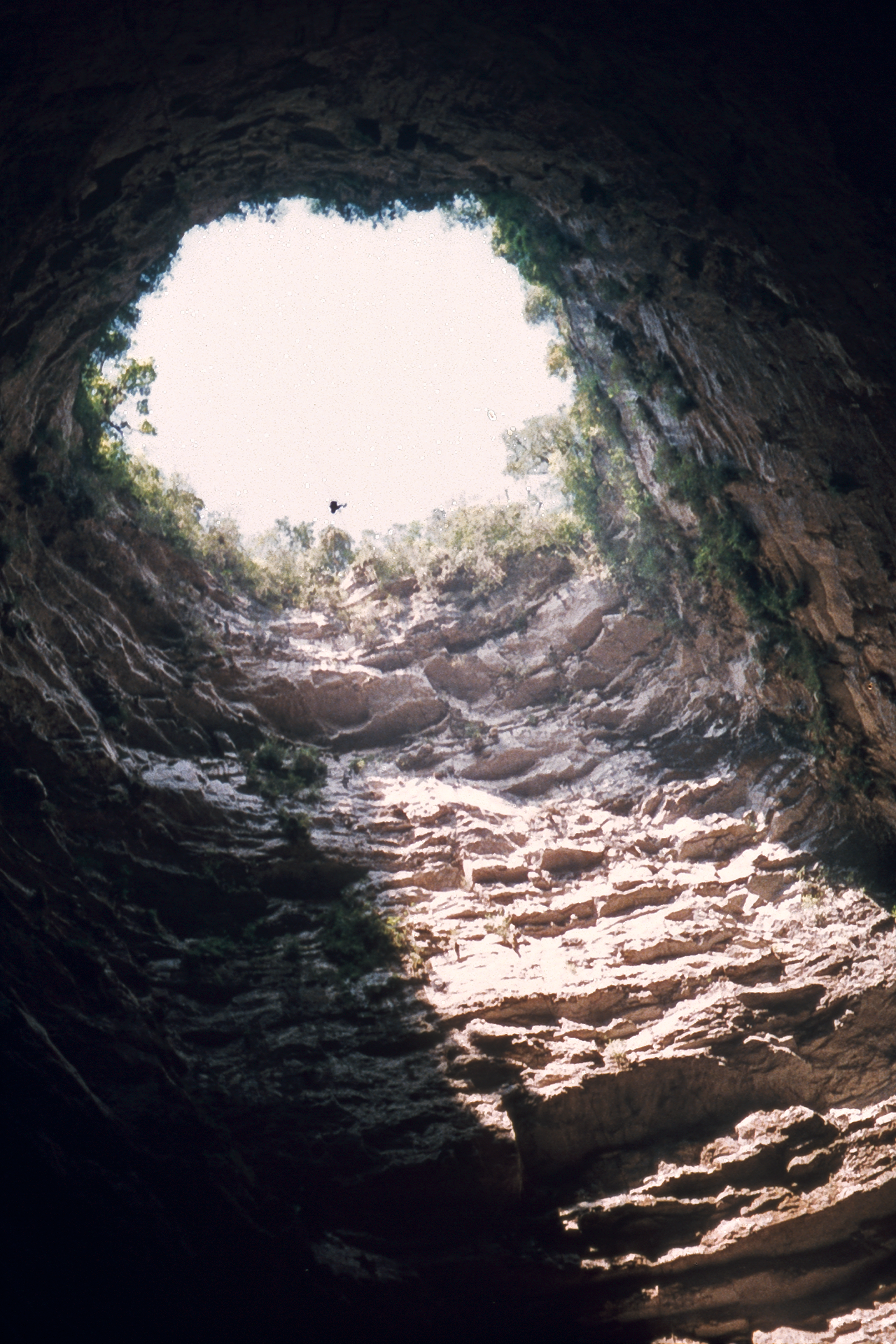
Rapel da boca da caverna

As temperaturas na caverna são baixas. A vegetação cresce espessamente na boca, O chão da caverna é coberto com uma espessa camada de detritos e guano. Os fungos presentes no guano podem causar histoplasmose em humanos. O chão e as paredes da caverna são habitados por milípedes, escorpiões, insetos, cobras e pássaros. Do chão na parte inferior do eixo principal, há uma série de poços estreitos conhecidos como "A Fenda", totalizando cerca de 140 m (460 pés), o que eleva a profundidade total da caverna para 515 m (1 690 pés).